# Phil Batt
Philip Eugene Batt (4 mars 1927 - 4 mars 2023) est un homme politique américain qui est le 29e gouverneur de l'Idaho de 1995 à 1999. Membre du Parti républicain, Batt a auparavant été 35e lieutenant-gouverneur de l'Idaho, président du Parti républicain de l'Idaho et membre de la législature de l'Idaho.

## Jeunesse et éducation
Né à Wilder, dans l'Idaho, Batt est le cinquième et le plus jeune enfant de John et Elizabeth Karn Batt. Il est diplômé du lycée Wilder Batt sert seize mois dans les forces aériennes de l'armée américaine pendant et après la Seconde Guerre mondiale à Lowry Field, dans le Colorado, en tant que commis de la gestion des anciens combattants. Il retourne ensuite à l'Université de l'Idaho et étudie le génie chimique, vit dans les dortoirs et dirige un groupe de danse, jouant de la clarinette et du saxophone ténor,,. (Un demi-siècle plus tard, en tant que gouverneur, Batt joue avec Lionel Hampton à Moscow, dans l'Idaho au festival UI de la légende du jazz).

## Carrière
Avant de devenir gouverneur, Batt est élu républicain dans l'Idaho pendant trente ans, siégeant à la législature de l'État (Chambre 1965-1967, Sénat 1967-1979) et en tant que 35e lieutenant-gouverneur de 1979 à 1983. Il se présente au poste de gouverneur en 1982 et est battu dans une élection serrée par le titulaire démocrate, John Evans. L'élection est si serrée qu'au moins une chaîne de télévision déclare Batt vainqueur le soir de l'élection,.
Batt revient au Sénat de l'État avec des victoires en 1984 et 1986, puis démissionne au printemps 1988 pour siéger au conseil des transports de l'État composé de trois membres, nommés par le gouverneur Cecil Andrus.
Batt est élu président du Parti républicain de l'Idaho en janvier 1991 et après deux années, il se retire en avril 1993 pour revenir à la politique électorale en 1994. Batt s'est déjà présenté à ce poste en 1968 et a perdu contre Roland Wilber.
Batt remporte la primaire républicaine pour le poste de gouverneur en 1994 avec 48 % des voix et bat le procureur général de l'État, Larry Echo Hawk, lors de l'élection générale, par 52 % contre 44 % pour la première victoire du GOP au poste de gouverneur en 28 ans. Malgré sa grande popularité, il choisit de n'effectuer qu'un seul mandat, invoquant son âge, et quitte ses fonctions à 71 ans. Parmi les réalisations les plus notables de Batt en tant que gouverneur, on compte l'adoption d'une indemnisation pour les travailleurs agricoles et la négociation d'un pacte limitant le stockage des déchets nucléaires dans l'Idaho.
Batt est l'un des grands électeurs de l'Idaho pour George W. Bush lors de l'élection présidentielle américaine de 2000. Batt auto-publie deux livres après avoir quitté ses fonctions, un mémoire intitulé The Compleat Phil Batt: A Kaleidoscope en 1999, et une compilation d'histoires humoristiques, Life as a Geezer, en 2003.
Boise possède deux monuments commémoratifs en l'honneur de Batt, tous deux reconnaissant son travail au gouvernement : le bâtiment Philip E. Batt du Wassmuth Center for Human Rights qui ouvre ses portes en octobre 2024 ainsi que le bâtiment Philip E. Batt du département des transports de l'Idaho, inauguré en juin 2013,.

## Vie privée
Le 9 janvier 1948, à Potlatch, dans l'Idaho, Batt s'enfuit avec Jacque Fallis de Spokane, une membre de la sororité Delta Delta Delta. Les jeunes mariés doivent quitter l'école un mois plus tard lorsque le père de Batt, âgé de 66 ans, est impliqué dans un grave accident de voiture qui le laisse avec une force et une parole limitées.
Son épouse est décédée le 7 septembre 2014, après 66 ans de mariage. En 2015, à l'âge de 88 ans, Batt épouse Francee Riley de Boise. Batt est décédé le 4 mars 2023, le matin de son 96e anniversaire.